# صموئيل راي كامينغز
صموئيل راي كامينغز (بالإنجليزية: Samuel Ray Cummings)‏ هو محامي وقاضي أمريكي، ولد في 1944 في لوبوك في الولايات المتحدة.